# Mabuya heathi
Mabuya heathi är en ödleart som beskrevs av  Schmidt och INGER 1951. Mabuya heathi ingår i släktet Mabuya och familjen skinkar. Inga underarter finns listade i Catalogue of Life.